# Mark Bingham
Mark Kendall Bingham (Los Gatos, 22 de mayo de 1970 - Municipio de Stonycreek, 11 de septiembre de 2001) fue un ejecutivo de relaciones públicas estadounidense, víctima de los atentados del 11 de septiembre de 2001 como pasajero del vuelo 93 de United Airlines.

## Biografía
Fue hijo de Alice Hoagland, una azafata y madre soltera que lo crio en Miami y desde 1983 en San Diego. Desde el secundario Bingham se destacó como jugador de rugby, desempeñándose como octavo y siendo titular del San Francisco Fog RFC.
A la edad de 21 años hizo pública su homosexualidad y fue un empresario de Relaciones públicas.

## 11 de septiembre de 2001
Bingham tenía intenciones de asistir a la boda de su mejor amigo, del que sería padrino. Se levantó tarde y perdió su vuelo a San Francisco. Así abordó el siguiente vuelo hacia aquella ciudad a las 7:40; el vuelo 93 de United Airlines.
Durante el secuestro encabezado por Ziad Jarrah, Bingham llamó a su madre y le informó de la situación. La madre de Bingham, que estaba observando por televisión las noticias sobre el ataque suicida contra el World Trade Center, se dio cuenta de las intenciones de los secuestradores del vuelo de su hijo y así ella le aconsejó que hiciera algo para evitarlo.
Mark Bingham fue uno de los líderes de la incursión contra los terroristas de Al Qaeda, junto con Todd Beamer, Jeremy Glick y Tom Burnett.

## Legado
Actualmente Bingham es citado como un ejemplo del coraje en su país y como un orgullo de la comunidad homosexual y del rugby estadounidense. Seis días después del atentado, los senadores Barbara Boxer y John McCain destacaron la valentía de Bingham durante una ceremonia en la Bahía de San Francisco a las víctimas. Su heroísmo sirvió para que los estereotipos contra los homosexuales disminuyeran.
En 2002 le fue otorgado el Premio Arthur Ashe.
Su nombre se encuentra en el National September 11 Memorial & Museum y en el Memorial nacional al Vuelo 93.